# قصعين افتراشي
قصعين افتراشي (الاسم العلمي:Salvia decumbens) هو نوع من النباتات يتبع جنس القصعين من الفصيلة الشفوية.